# 田东印茶摩崖造象
田东印茶摩崖造象，位于中国广西壮族自治区田东县印茶公社，为一个省级文物保护单位，类型为石窟造象，为第二批广西壮族自治区文物保护单位，公布时间为1981年8月25日。
田东印茶摩崖造象的历史年代为宋。